# Tiurkmen
Tiurkmen (bulgariska: Тюркмен) är ett distrikt i Bulgarien.   Det ligger i kommunen Obsjtina Brezovo och regionen Plovdiv, i den centrala delen av landet, 160 km öster om huvudstaden Sofia.
Trakten runt Tiurkmen består till största delen av jordbruksmark. Runt Tiurkmen är det glesbefolkat, med 18 invånare per kvadratkilometer.